# Dalwhinnie (destilleri)

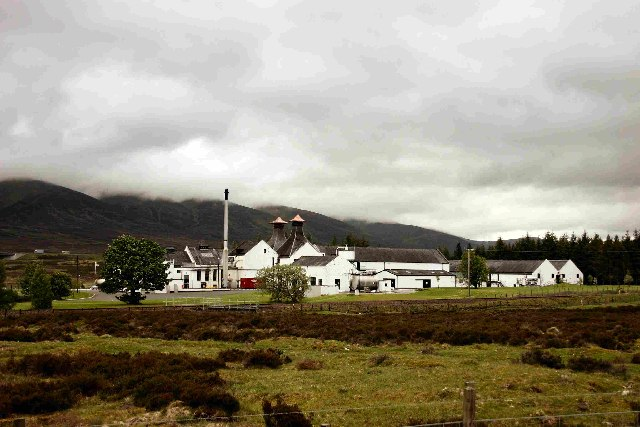
Whiskydestilleriet Dalwhinnie

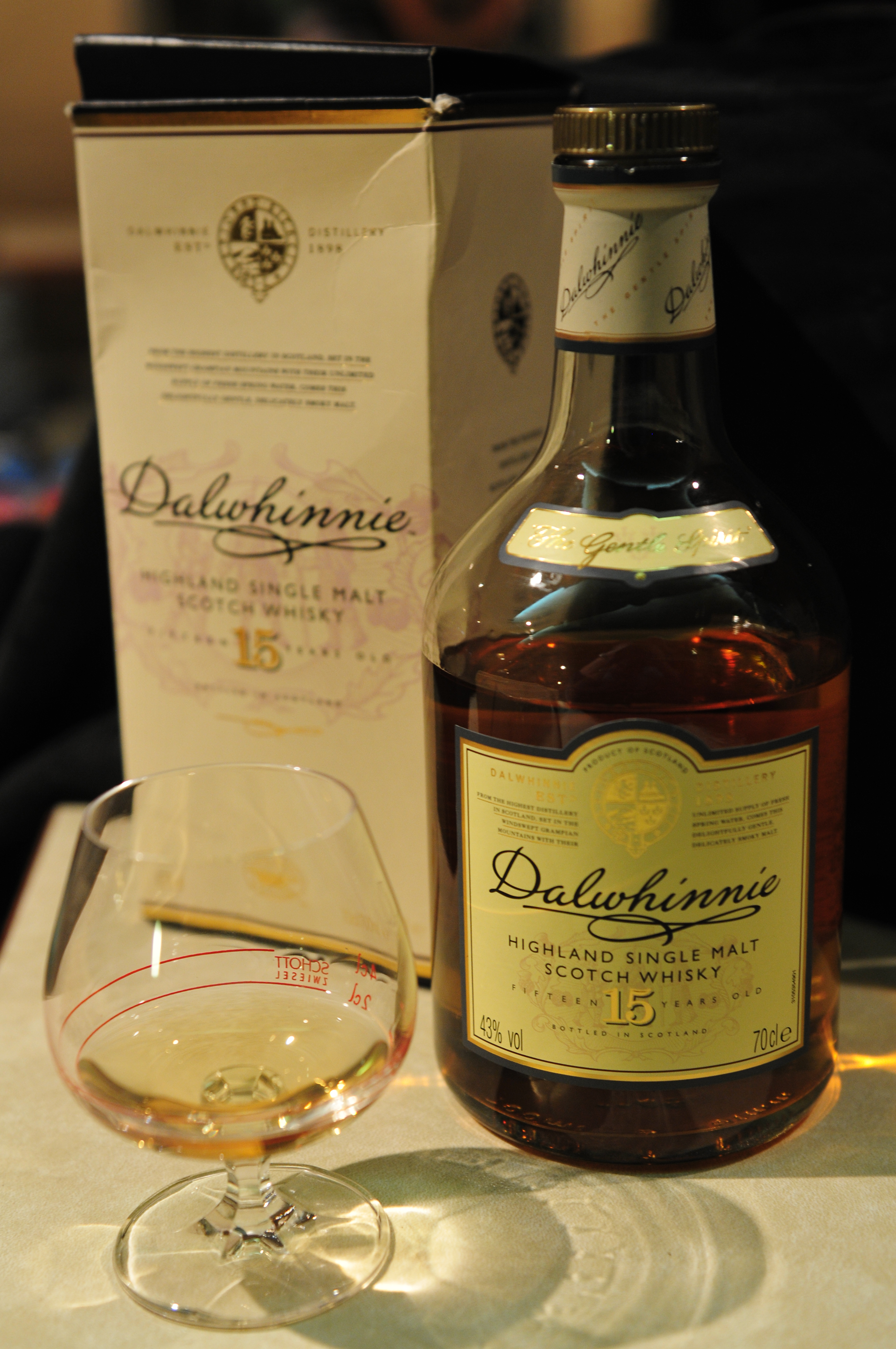

Dalwhinnie är ett whiskydestilleri som grundades åren 1897-1898 av George Sellar och Alex Mackinzie från Kingussie. Destilleriet byggdes strategiskt i Drumochterpasset vid foten av berget Meall Cruaidh (305 m ö.h.) mellan Monadhlaith i Cairngornkedjan och Grampian-bergen.